# Wellington Katzor de Oliveira
Wellington Katzor de Oliveira (* 4. September 1981 in Santos) ist ein ehemaliger brasilianischer Fußballspieler.

## Karriere
Wellington begann seine Karriere beim Erstligisten FC Santos. 2001 wurde er an dem Drittligisten Brasiliense FC ausgeliehen. 2002 kehrte er zu Santos zurück. Mit dem Verein wurde er 2002 brasilianischer Meister. 2003 wurde er mit dem Verein Vizemeister der Série A und erreichte er das Finale des Copa Libertadores. 2004 wechselte er zu SC Internacional. 2005 wurde er mit dem Verein Vizemeister der Campeonato Brasileiro Série A. 2006 wechselte er zu EC Juventude. 2007 wechselte er zum israelischen Hapoel Tel Aviv und gewann im selben Jahr den Israelischen Fußballpokal. Danach spielte er bei AD São Caetano und América Mineiro. 2009 unterschrieb er einen Vertrag beim japanischen Zweitligisten Avispa Fukuoka. 2010 wechselte er zu Giravanz Kitakyūshū. 2011 kehrte er nach Brasilien zurück und unterschrieb einen Vertrag bei Red Bull Brasil. Danach spielte er bei Paulista FC. 2013 wechselte er zum thailändischen Ratchaburi FC. 2013 erreichte er das Finale des Thai League Cup. Von 2014 bis 2015 war er außerdem noch beim brasilianischen SC São Paulo und CA Juventus unter Vertrag.

## Erfolge
FC Santos
- Brasilianischer Meister: 2002

Hapoel Tel Aviv
- Israelischer Pokalsieger: 2006/07